# Operace Pavučina
Operace Pavučina (ukrajinsky Операція Павутина) byla rozsáhlá diverzní akce ukrajinských bezpečnostních sil, provedená 1. června 2025, při které byly bezpilotními kvadrokoptérami napadeny ruské strategické letecké základny hluboko na území Ruské federace. Cílem operace bylo zničení ruských strategických bombardérů Tu-95, Tu-22M3 a Tu-160, které Rusko používalo k útokům na Ukrajinu pomocí řízených střel, a dále letounů včasné výstrahy A-50. Akce představovala do té doby nejvzdálenější ukrajinské údery na ruském území a narušila ruské kapacity pro vedení strategického bombardování.

## Průběh
Od počátku ruské invaze na Ukrajinu v roce 2022 Rusko opakovaně využívalo strategické bombardéry k masivním raketovým útokům na ukrajinská města a infrastrukturu. Ukrajina, která neměla dostatek prostředků pro přímou obranu proti těmto letounům, se rozhodla pro diverzní operace v ruském zázemí. Operace Pavučina byla výsledkem více než 18 měsíců příprav ukrajinské rozvědky (SBU) a vojenské zpravodajské služby (HUR) a velel jí náčelník SBU Vasyl Maljuk.
V časných ranních hodinách 1. června 2025 zahájily ukrajinské bezpečnostní složky koordinovaný útok na čtyři strategické letecké základny Ruského letectva, rozmístěné hluboko v týlu – od Sibiře až po oblast severozápadně od Moskvy. Akce s krycím názvem Pavučina byla provedena pomocí autonomních útočných dronů, které byly dopraveny do blízkosti cílů na upravených kontejnerech (se skrytým prostorem pod střechou) vezených nákladními automobily.
Nejvýznamnějším cílem se stala letecká základna Belaja v Irkutské oblasti, kde byly dislokovány strategické bombardéry Tu-95MS a Tu-22M3, používané k úderům na Ukrajinu. Souběžně byly napadeny i základny Ďagilevo u Rjazaně, Ivanovo severovýchodně od Moskvy a Oleňja u Oleněgorsku v Murmanské oblasti, přičemž podle ukrajinských zdrojů bylo poškozeno nebo zničeno přes 40 letounů. Záznamy šířené sociálními sítěmi zachytily rozsáhlé požáry a exploze. Na některých záběrech bylo patrné, že se ruské protivzdušné obraně nepodařilo všechny útočné drony zachytit.
Útok na leteckou základnu Ukrainka (poblíž Seryševa v Amurské oblasti) se nezdařil, když nákladní auto s drony začalo hořet a explodovalo.